# Two Houston Center
Two Houston Center je kancelářský mrakodrap v texaském městě Houston. Má 40 pater a výšku 176,4 metrů. Byl dokončen v roce 1974 a za designem budovy stojí Pierce Goodwin Flanagan.